# 南スーダンの鉄道

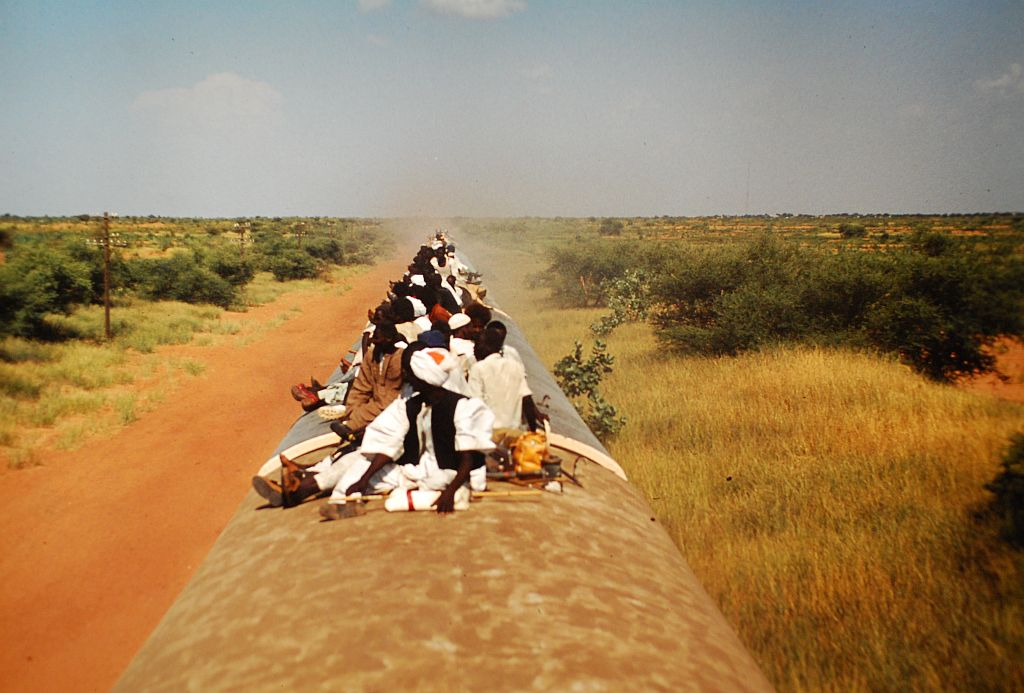
ワーウに向かう列車

南スーダンの鉄道では、南スーダンにおける鉄道について記す。

## 鉄道史
ババヌサからワーウ（Wau）間の路線が、1959年から1962年の間にスーダン鉄道の手により建設された。この路線は、1980年代の内戦により鉄道橋が破壊され、運行停止状態が続いていたが、国連の資金援助により復旧した。

## 事業者
- スーダン鉄道

## 隣接国との鉄道接続状況
- スーダン - （ワーウ - Babanousa） - 同じ狭軌を採用1,067 mm
- 中央アフリカ共和国 - 接続なし
- コンゴ民主共和国 - 接続なし
- ウガンダ - 接続なし（首都のジュバを経由して接続する構想あり。完成すればケープ・カイロ鉄道の構想が実現する。）
- ケニア - 接続なし
- エチオピア - 接続なし